# Ana Titlić
Ana Titlić, född 13 juni 1952 i Gornja Vrba, SFR Jugoslavien (nuvarande Kroatien), är en kroatisk tidigare handbollsmålvakt som tävlade för Jugoslavien.
Hon var bland annat med och tog OS-silver 1980 i Moskva.